# Giuseppe Mandolini
Giuseppe Mandolini (Mandello del Lario, 18 de noviembre de 1936) es un ex-piloto de motociclismo italiano, que corrió en el Campeonato del Mundo de Motociclismo desde 1965 hasta 1972.

## Carrera deportiva
Mandolini empezó a correr a los 18 años con una Ducati 125 proporcionado por su padre, el también piloto Adelmo Mandolini. Después de quedar quinto en el Campeonato italiano Júnior de los 125cc en 1956. El año siguiente se convierte en piloto oficial de Ducati, ganando en la categoría de Motogiro d'Italia y clasificándose segundo en el Campeonato italiano Júnior. En 1959, consigue su primer triunfo importante: el Campeonato Italiano de Montaña.
En 1960 dio el salto a la categoría sénior, corriendo en el Mundial, terminando decimotercero en la carrera de 125cc en el GP de las Naciones. Mandolini corre con la Ducati 125 hasta finales de 1963. A partir de 1964. corre con una FB Mondial 125 de deos tiempos y una Moto Guzzi 350 exoficial obtenida directamente de la Casa de Mandello, con la que obtiene el subcampeonato del Campeonato italiano de 1965. En la temporada 1966, la casa Guzzi le confió un monocilíndrico 500, diseñado por el ingeniero Giulio Cesare Carcano y nunca salió a la pista debido a las consecuencias del pacto de las marcas italianas de no participar en el Mundial. Con el medio litro de Mandellese, Mandolini corrió hasta 1970, obteniendo resultados decentes a pesar de una caída en Milano Marittima en 1966 que lo mantuvo fuera de competición durante casi un año. La actuación de Mandolini con Guzzi y Villa 125 le valió el interés de la Aermacchi, que lo contrató para el GP de España de 1970, con el que acabó tercero en 500. El buen rendimiento le valió un contrato como piloto oficial de Aermacchi para 1971. Mandolini se retiró a finales de 1972 para dedicarse a su actividad como empresario.

## Resultados en el Campeonato del Mundo de Motociclismo
Sistema de puntuación desde 1950 hasta 1968:
| Posición | 1.º | 2.º | 3.º | 4.º | 5.º | 6.º |
| Puntos   | 8   | 6   | 4   | 3   | 2   | 1   |

Sistema de puntuación desde 1969 hasta 1987:
| Posición | 1.º | 2.º | 3.º | 4.º | 5.º | 6.º | 7.º | 8.º | 9.º | 10.º |
| Puntos   | 15  | 12  | 10  | 8   | 6   | 5   | 4   | 3   | 2   | 1    |

(Carreras en negrita indica pole position, carreras en cursiva indica vuelta rápida)
| Año  | Clase | Equipo     | 1     | 2     | 3     | 4      | 5     | 6     | 7      | 8     | 9     | 10      | 11      | 12      | 13      | Pts. | Pos. |
| ---- | ----- | ---------- | ----- | ----- | ----- | ------ | ----- | ----- | ------ | ----- | ----- | ------- | ------- | ------- | ------- | ---- | ---- |
| 1960 | 125cc | Ducati     |       | IOM - | NED - | BEL -  | GER - | ULS - | NAT 13 |       |       |         |         |         |         | 0    | -    |
| 1964 | 125cc | FB Mondial | USA - | ESP - | FRA - | IOM 20 | NED - |       | GER -  | RDA - | ULS - | FIN -   | NAT Ret | JPN -   |         | 0    | -    |
| 1965 | 500cc | Moto Guzzi | USA - | RFA - |       |        | IOM - | NED - | ESP -  | RDA - | CZE - | ULS -   | FIN -   | NAT 5   | JPN -   | 2    | 20.º |
| 1967 | 500cc | Moto Guzzi |       | GER - |       | IOM -  | NED - | BEL - | DDR -  | CZE - | FIN - | ULS -   | NAT 5   | CAN -   |         | 2    | 19.º |
| 1968 | 350cc | Moto Guzzi | GER - |       | IOM - | NED -  |       | DDR - | CZE -  |       | ULS - | NAT Ret |         |         |         | 0    | -    |
| 1969 | 125cc | Moto Villa | ESP - | GER - | FRA - | IOM -  | NED - | BEL - | DDR -  | CZE - | FIN - |         | NAT 8   | YUG 7   |         | 7    | 27.º |
| 1969 | 500cc | Paton      | ESP - | GER - | FRA - | IOM -  | NED - | BEL - | DDR -  | CZE - | FIN - | ULS -   | NAT -   | YUG Ret |         | 0    | -    |
| 1970 | 125cc | Aermacchi  | GER - | FRA - | YUG 6 | IOM -  | NED - | BEL - | RFA -  | CZE - | FIN - |         | NAT -   | ESP 5   |         | 11   | 16.º |
| 1970 | 500cc | Moto Guzzi | GER - | FRA - | YUG - | IOM -  | NED - | BEL - | RFA -  |       | FIN - | ULS -   | NAT -   | ESP 3   |         | 14   | 16.º |
| 1971 | 350cc | Aermacchi  | AUT - | GER - | IOM - | NED -  |       | RFA - | CZE -  | SWE - | FIN - | ULS -   | NAT -   | ESP 7   |         | 4    | 39.º |
| 1972 | 250cc | Yamaha     | GER - | FRA - | AUT - | NAT -  | IOM - | YUG - | NED -  | BEL - | RFA - | CZE -   | SWE -   | FIN -   | ESP Ret | 0    | -    |
| 1972 | 500cc | Aermacchi  | GER - | FRA - | AUT - | NAT -  | IOM - | YUG - | NED -  | BEL - | RFA - | CZE -   | SWE -   | FIN -   | ESP Ret | 0    | -    |